# AIM-7 Sparrow
AIM-7 «Спэрроу» (англ. AIM-7 Sparrow — «Воробей») — американская управляемая ракета «воздух—воздух» средней дальности с полуактивной радиолокационной головкой самонаведения. Поступила на вооружение ВМС США в 1956 году. Многократно модернизировалась и до настоящего времени используется военно-воздушными силами многих стран мира, постепенно заменяясь более совершенной ракетой AIM-120 AMRAAM. Существует зенитный вариант ракеты корабельного базирования RIM-7 Sea Sparrow.

## История

### AAM-N-2 Sparrow I (AIM-7A)
Разработка ракеты RIM-7 «Sparrow» началась ещё в 1947 году, когда ВМФ США заключил контракт с фирмой Sperry на разработку системы наведения типа «осёдланный луч» для обычных 127-миллиметровых НАР HVAR (англ. High Velocity Aerial Rocket — скоростная авиационная (неуправляемая) ракета). Изначально, проект обозначался как KAS-1, но в 1948 году обозначение сменили на AAM-N-2.
Вскоре конструкторы обнаружили, что 127-миллиметровая ракета имеет недостаточной диаметр для размещения необходимой аппаратуры. Специально для решения этой проблемы была разработана более крупная 203-миллиметровая ракета, которая прошла испытания ещё в 1948 году. Тем не менее отработка системы управления шла медленно, и первый успешный перехват воздушной цели новой ракетой был осуществлён лишь в декабре 1952 года.
Ракета AAM-N-2 (известная как «Sparrow I») была принята на вооружение перехватчиков McDonnell F-3 Demon ВМФ США в 1956 году. Она оснащалась двигателем фирмы Aerojet и несла 20-килограммовую фугасную боевую часть. Наведение осуществлялось по методу «осёдланный луч» — самолёт-носитель удерживал цель в узком луче своей бортовой РЛС, и ракета двигалась к цели, автоматически удерживая себя в пределах трассы луча. Опытное развертывание системы выявило множество недостатков, связанных с принципиальными ограничениями системы управления: невозможность применения на малых высотах из-за отражения вращающегося луча РЛС наведения от поверхности, быстрое снижение точности с ростом дальности до цели из-за расширения вращающегося луча. Около 2000 ракет «Sparrow I» было изготовлено, но в эксплуатации они находились очень недолго и в начале 1960-х после появления AIM-9 Sidewinder все «beam-riding» версии были сняты с вооружения.

### AAM-N-3 Sparrow II (AIM-7B)
Недостаточные возможности первой модификации ракеты заставили американский флот искать альтернативные методы наведения. В начале 1950-х, ещё до принятия ракеты на вооружение, фирма Raytheon предложила оснастить её активной радиолокационной головкой наведения, реализующей принцип «выстрелил-и-забыл». Ракете присвоили индекс AAM-N-3 и обозначение «Sparrow II». Экспериментальная отработка началась в 1951—1952 годах, но до 1955 не давали удовлетворительных результатов. Только в 1956 году удалось оснастить ракету АРЛГСН AN/APQ-64, но к этому времени флот уже не считал проект перспективным.
Работы, тем не менее, продолжались по заказу ВВС Канады, заинтересовавшихся ракетой как средством вооружения своих перехватчиков. Ряд ракет прошел испытания в период с 1957 по 1958 годы, но быстро стало ясно, что ограниченные размеры антенны РЛС ракеты при уровне технологий того времени не позволяют добиться сколь-нибудь приемлемой эффективности работы активного самонаведения. В сентябре 1958 года программа разработки этого варианта ракеты была окончательно закрыта.

### AAM-N-6 Sparrow III (AIM-7С/AIM-7D/AIM-7E)
В 1955 году, фирма Raytheon начала работу над версией ракеты «Sparrow», использующей полуактивное радиолокационное наведение с подсветкой цели РЛС самолёта-носителя. После того, как в 1956 году производство «Sparrow I» было завершено, фирма получила все производственные и технические мощности проекта и стала основным производителем всей линейки ракет «Sparrow».
В 1958 году ракета с полуактивной ГСН была представлена на испытания в ВМФ. Она оснащалась твердотопливным двигателем компании Aerojet, но в отличие от более ранних моделей несла 30-килограммовую стержневую БЧ Mk 38. Радиус действия ракеты составлял порядка 11 км. Ракета успешно прошла испытания и в 1958 году поступила на вооружение, быстро заменив предшествующую модификацию «Sparrow I».

### AAM-N-9 Sparrow X
Вариант ракеты с ядерной боевой частью W-42. Проект прорабатывался в 1958 году, но не получил развития.

## Задействованные структуры
В разработке и производстве ракет Sparrow были задействованы следующие структуры:

| Подрядчики первой очереди (частный сектор) - Ракетный комплекс в целом — Raytheon Co., Missile Systems Division, Лоуэлл, Массачусетс и Андовер, Массачусетс; - Ракета, система управления ракетного комплекса, система наведения ракеты — Raytheon Co., Missile Systems Division, Бедфорд, Массачусетс; Raytheon Co., Materials Laboratory, Бристол, Теннесси; - Ракетный двигатель — North American Aviation, Inc., Rocketdyne Division, Мак-Грегор, Техас; - Предохранительный механизм — United Aircraft Corp., Hamilton Standard Division, Виндзор-Локс, Коннектикут; - Электрическая цепь запуска — Artisan Electronics Corp., Морристаун, Нью-Джерси; Bristol Dynamics, Inc., Бруклин, Нью-Йорк; - Металлические детали боевой части — Midway Co., Лоди, Нью-Джерси; Portland Copper & Tank Works, Inc., Саут-Портленд, Мэн; - Транспортный контейнер — ROIS Manufacturing Co., Филадельфия, Пенсильвания; Zero Manufacturing Co., Монсон, Массачусетс. | Подрядчики первой очереди (государственный сектор) - Сборка боевых частей ракет — Крейнский склад боеприпасов ВМС США, Крейн, Индиана; - Детонатор боевой части — Мейконский оружейный завод ВМС США, Мейкон, Джорджия; - Инертная боевая часть (имитатор) — Луисвиллский оружейный завод ВМС США, Луисвилл, Кентукки. Субподрядчики - Корпус ракетного двигателя — Norris Thermador Corp., Лос-Анджелес, Калифорния; - Гидравлический силовой блок — Adel Corp., Бербанк, Калифорния. |

## Боевое применение
Война во Вьетнаме
Ракеты AIM-7E впервые были применены во Вьетнамской войне. Несмотря на оптимистичные ожидания ВМФ США, ракета оказалась неудобной в применении и недостаточно эффективной. Из-за несовершенства системы опознавания «свой-чужой» самолётов-носителей ракеты, вынуждавшей лётчиков сближаться с противником для зрительного опознания цели, использовать большую дальнобойность ракеты почти никогда не удавалось: в режиме же ближнего боя ракета уступала AIM-9 Sidewinder.
Ощутимым недостатком полуактивного наведения была необходимость для самолёта-носителя удерживать цель в луче бортовой РЛС, чтобы головка самонаведения ракеты принимала отражённый сигнал. В манёвренном воздушном бою это существенно ограничивало возможности носителя. В результате вероятность поражения цели одной ракетой AIM-7 составляла в то время не более 0,1, тем не менее около 55 вьетнамских самолётов было сбито с применением (общим счётом) 600 ракет AIM-7. Кроме этого, ракетами AIM-7 было сбито два своих же истребителя F-4 «Фантом», было убито два американских лётчика. Вдобавок, в результате ошибочных пусков ракет AIM-7 по своему флоту истребителями F-4  было потоплено два своих патрульных катера, повреждены свой эсминец и австралийский крейсер, на которых было убито 4 американца, 2 австралийца, 1 южновьетнамец и ранено 11 австралийцев.
Арабо-израильские войны
В октябре 1973 года во время войны Судного дня израильские истребители F-4 «Фантом» выпустили 49 из 106 имевшихся ракет AIM-7.
Отдельно стоит указать применение ракет AIM-7 израильскими «Фантомами» против самолётов МиГ-25, пилотируемых советскими лётчиками (включая вышеуказанную войну Судного дня). С 1971 по 1973 год было совершено по меньшей мере 9 пусков ракет «Спэрроу» по советским самолётам, но ни одна ракета не попала в цель, вдобавок одна из ракет упала, не разорвавшись, на подконтрольную египтянам территорию и была передана советским войскам как трофей. Более успешно AIM-7 применялись против сирийских МиГ-25: один перехватчик МиГ-25П был сбит 13 февраля 1981 года и ещё один 29 июля 1981 года.
В ходе Ливанской войны в июне 1982 года этими ракетами израильтяне сбили 10 сирийских самолётов МиГ-21 и МиГ-23.
Ирано-иракская война
В ирано-иракской войне более половины самолётов ВВС Ирака, потерянных в воздушных боях к лету 1983 года, были сбиты ракетами AIM-7 «Спэрроу» с иранских истребителей «Фантом» (по данным ВВС Ирака).
Кроме иракской угрозы, иранская авиация нередко в ходе конфликта сталкивалась с самолётами других стран, вооружённых ракетами AIM-7 «Спэрроу».
5 июня 1984 саудовские истребители F-15 по наводке американского инструктора выпустили ракеты по иранским истребителям F-4E — один «Фантом» был сбит,, ещё один вернулся в критическом состоянии после попадания ракеты AIM-7.
8 августа 1987 года над Персидским заливом произошёл воздушный бой между самолётами США и Ирана. В ходе боя было выпущено 4 ракеты AIM-7 «Спэрроу», ни одна из которых не смогла попасть в цель.
Война в Персидском заливе
После вьетнамской войны ракету попытались модернизировать — в распоряжении США не было других дальнобойных ракет, приспособленных к установке на любой истребитель (AIM-54 Phoenix была очень тяжёлой и могла базироваться лишь на специально оснащённых самолётах). Тем не менее основной недостаток — необходимость облучения цели РЛС — исправить не удавалось. Во время Войны в Персидском заливе ракеты AIM-7M показали несколько лучшие результаты, достигнув вероятности попадания около 0,4. 24 или 25 иракских самолётов могло было сбито ценой запуска 71 ракеты. Жертвами «Спэрроу» могли стали 6 «Миражей» F1, 6 МиГ-23, 4 МиГ-29, 1 Ил-76, 1 Су-7, 2 Су-22, 2 вертолёта (Ми-24 и, предположительно, Ми-8), а также ещё 1 Су-22 после завершения боевых действий. Не все заявленные победы ракет AIM-7 были подтверждены, например, один МиГ-23 смог вернуться на аэродром, в то время как американские лётчики засчитали его «сбитым». Также заявляется сбитие 2 МиГ-25 (по данным американского историка Стива Дэвиса). Стоит заметить, что сами американские лётчики рассказывали, что с помощью AIM-7 смогли сбить только 1 МиГ-25, а второй «МиГ» был сбит лишь седьмой выпущенной ракетой, которая была типа AIM-9M. Также был бой (30 января) опять с МиГ-25, в котором F-15 выпустили не меньше 8 ракет AIM-7 по «двадцатьпятым», при этом ни одна из восьми ракет в МиГ-25 не попала.
Бесполётные зоны
В январе 1999 американские F-15 выпустили в числе других одну AIM-7 по иракским МиГ-25, все ракеты, включая «Спэрроу», в цель не попали.
В 2000-х, в связи с появлением более совершенной ракеты AIM-120 AMRAAM, «Sparrow» была снята с вооружения, но остаётся в резерве. Кроме того, вариант ракеты корабельного базирования — RIM-7 Sea Sparrow, остаётся на вооружении флота, как и её улучшенная версия RIM-162 ESSM.

## Инциденты
В 1973 году над Калифорнией новейший американский перехватчик четвёртого поколения F-14A Tomcat с помощью ракеты AIM-7E сбил «самого себя». Во время запуска ракета разорвала топливные баки самолёта, и он рухнул.
31 октября 1989 во время шторма волной накрыло палубу авианосца ВМС США Дуайт Эйзенхауэр, на которой в это время экипаж передвигал ракеты «воздух-воздух». В результате за борт упали и утонули десятки управляемых ракет, включая 18 ракет AIM-7.

## Тактико-технические характеристики AIM-7M
- Стартовая масса: 231,2 кг
- Масса боевой части: 39 кг
- Дальность пуска в переднюю полусферу: 70 км
- Длина: 3,66 м
- Диаметр: 0,203 м
- Размах крыльев: 0,81 м
- Время работы двигателя AIM-7E: 2,8 сек.[27]
- Скорость 4 Маха

## Модификации
- AIM-7A — первая ракета в семействе «Sparrow», с наведением по методу «осёдланный луч». Ограниченно производилась в 1956—1958 годах, всего изготовлено около 2000 ракет, в 1958 году снята с вооружения.
- AIM-7B — модификация ракеты с активной радиолокационной головкой самонаведения. Разрабатывалась в 1950-х, первоначально по заказу флота США, затем по заказу ВВС Канады. Из-за технических проблем разработка не была доведена до конца.
- AIM-7C — первая версия ракеты с полуактивным радиолокационным наведением. Использовала двигатель компании Aerojet и стержневую БЧ Mk 38 массой 30 кг. Принята на вооружение в 1958 году, сменив «Sparrow I».
- AIM-7D (AIM-101) — осознавая, что ставшая базовой конструкция «Sparrow I» уже устарела, в 1959 году инженеры Raytheon запустили в производство новую версию ракеты AAM-N-6a, оснащенную двигателем Thiokol Mk 6 mod 3 на жидком топливе. За счет более высоких «энергетических» характеристик жидкостного ракетного двигателя удалось почти втрое увеличить боевой радиус, который впервые в истории авиационных ракет класса «воздух-воздух» достиг 32 км. Скорость ракеты также существенно возросла почти до 4 М, что позволяло эффективно перехватывать и сверхзвуковые воздушные цели. Около 7500 ракет изготовлено.
- AIM-7E — улучшенная версия AIM-7D. На этой ракете вновь вернулись к твердотопливному двигателю на медленно горящем топливе, что позволило увеличить радиус действия до 35 км (при лобовой атаке, при атаке в заднюю полусферу — около 5,5 км). Запущена в производство в 1963 году, заменив старые модели в арсенале флота. Около 25000 ракет было изготовлено.
  -  Р-25 — нелицензионная советская копия, разрабатывавшаяся с 1967 года. 13 ноября 1967 года вышло Постановление Совета Министров СССР № 1046-38 о начале работ над ракетой Р-25, представлявшей собой копию AIM-7E. Ракета предназначалась для вооружения нового многоцелевого истребителя МиГ-23. Головным учреждением по разработке ракеты было определено ОКБ «Вымпел», главным конструктором Р-25 был назначен А. Л. Ляпин, головка самонаведения для ракеты разрабатывалась в МКБ «Кулон» под руководством Н. А. Викторова. Боевая часть ракеты — стержневая. Сторонникам разработки другой советской ракеты Р-23 удалось обосновать бесперспективность продолжения работ над ГСН, реализующей метод конического сканирования (как это сделано в AIM-7E), в пользу более перспективной моноимпульсной радиолокационной ГСН РГС-23 для УРВВ Р-23. В результате параллельная разработка ракеты Р-25 завершилась изготовлением нескольких опытных образцов и была прекращена в начале лётных испытаний из-за отставания по срокам и тактико-техническим характеристикам от Р-23[28].
- AIM-7F — версия, разработанная по результатам применения «Sparrow» во Вьетнамской войне. Использовала новый двухрежимный твердотопливный двигатель Aerojet Mk 65 (радиус действия при этом возрос до 70 км) и полностью новую твердотельную электронику (микросхемы) вместо электронных вакуумных ламп. Новая система управления AN/DSQ-35 была приспособлена для применения с самолётов, оснащённых современными (для того времени) РЛС. Масса боевой части была увеличена до 39 кг. В производстве ракета находилась с 1975 по 1981 год.
- AIM-7G — разрабатывавшаяся в 1970-х годах версия ракеты с новой системой наведения для истребителей F-111D. Не получила развития.
- AIM-7M — наиболее совершенный вариант ракеты с моноимпульсной радиолокационной ГСН, улучшившей возможности ракеты по поражению низколетящих целей и противодействию радиоподавлению. Система управления включала БЦВМ, с возможностью перепрограммирования. Ракета получила новую осколочно-фугасную боевую часть WDU-27/B массой 39 кг.
- AIM-7P — модификация, производящаяся с 1987 года. БЦВМ ракеты доработана для взаимодействия с бортовыми системами самолёта в полёте. Ракета оснащена каналом связи с носителем и может принимать поправки по курсу с самолёта-носителя, что повышает эффективность системы.
- AIM-7R — модификация, разрабатывавшаяся с 1992 года. Имела новую двухрежимную радиолокационную/инфракрасную головку самонаведения, позволяющую применять ракету в условиях интенсивной постановки противником помех. Появление более совершенной AIM-120 AMRAAM привело к отказу от проекта в 1997 году.